# Орфанска крепост
Орфанската крепост (на гръцки: Κάστρο Ορφανίου) е средновековно отбранително съоръжение, разположено край кушнишкото село Орфано (Орфани), Северна Гърция.

## Местоположение
Крепостта е разположена веднага южно от Орфано.

## История
От Античността до края на Византийската епоха Амфиполис остава административен и търговски център на по-широкия район на устието на река Струма, въпреки че значението му намалява. С османското завоевание търговският център на района постепенно се премества в Мармари, докато центърът на военната администрация изглежда е бил в Орфано. В Орфано е издигната малка крепост, за да контролира делтата на Струма, най-късно през XVIII век. Възможно е да е построена много по-рано. Професор К. Цурис смята, че това вероятно е конструкция от XVI век, горе-долу по същото време, когато е била построена Кавалската крепост и споменава, че пътешествениците от XVIII век са го видели в руини.

## Описание
Крепостта е сравнително малка и добре запазена. Формата ѝ е правоъгълна. Заема площ от 5,5 декара в периметър от почти 300 m. Очертанията на укреплението са ясни. На някои места, особено от източната и северната страна, стените са запазени на много ниска височина. От западната и южната страна стените са запазени в сравнително по-добро състояние, като в някои части са запазени на първоначалната си височина. Зидарията на крепостта е от средно големи грубо дялани камъни, със свързващ варов хоросан. Вътре няма следи от сгради.